# Tom Gilb
Tom Gilb (Pasadena, 1940 –) amerikai származású szoftverfejlesztési szakértő, menedzsmenttanácsadó és író.
Ő alkotta meg az Evo (Evolutionary Project Management) nevű módszert, amely a fokozatos, iteratív fejlesztési folyamatokra összpontosít, emellett jelentős hozzájárulást tett a specifikációs technikák és a minőségirányítás területén, különösen a kvantitatív módszerek alkalmazása révén.

## Módszertanai
Tom Gilb neve leginkább az Evolutionary Project Management (Evo) módszerhez kapcsolódik, amely a fejlesztés fokozatos, apró lépésekben való előrehaladását támogatja. A módszertan középpontjában a visszajelzés, a gyors iterációk és a korai eredmények elérése áll, amelyek segítenek csökkenteni a kockázatot és javítani a projektek sikerességi arányát.
Az Evo mellett Gilb több más jelentős koncepciót is kifejlesztett, köztük a Planguage nevű nyelvet, amely egy specifikációs eszköz a mérnöki követelmények és célkitűzések pontosabb és mérhetőbb leírására. A Planguage célja, hogy a követelmények világosak, kvantitatívak és ellenőrizhetőek legyenek.

## Legfőbb művei
Gilb több könyvet is írt, amelyek közül a legismertebbek a következők:
- "Software Metrics" (1976): Első könyve, fő témája a szoftverek minőségének mérési lehetőségei.
- "Principles of Software Engineering Management" (1988): Ebben a könyvben részletesen kifejti az Evo módszer alapelveit, és bemutatja, hogyan lehet alkalmazni a szoftverfejlesztési projektekben.
- "Competitive Engineering" (2005): A könyvben a mérnöki menedzsment modern kihívásaival foglalkozik, és részletesen tárgyalja a Planguage használatát a tervezés és fejlesztés során.